# آیکان
شرکت اینترنتی برای نام‌ها و اعداد واگذار شده (به انگلیسی: Internet Corporation for Assigned Names and Numbers) با کوته‌نوشت ICANN که آیکان (ˈaɪkæn/ EYE-kan) تلفظ می شود، نوعی گروه حاکمیتی چندذینفعی و سازمانی ناسودبر در آمریکا است. مسئولیت شرکت آیکان ایجاد هماهنگی‌هایی در نگهداری و عملکرد پایگاه‌های داده مرتبط با فضای نام، و فضای عددی در اینترنت است. در این مسئولیت آیکان، عملکرد «ایمن» و «پایدار» شبکه باید تامین شود.
شرکت آیکان، کار نگهداری فنی «مخزن آدرس اینترنت مرکزی» و «دفاتر ثبت منطقه ریشه DNS» را برعهده دارد.
آیکان از قراردادهای عملکردی مباشرتی متصدی انتساب اعداد در اینترنت (ایانا) پیروی می‌کند. اما این قرارداد موجود در ایانا، که آیکان باید از «نیتا» (مدیریت اطلاعات و ارتباطات راه‌دور ملی ایالات متحده) پیروی کند، در دسامبر سال 2016 به پایان رسید و این کارها به انجمن چندذینفعی جهانی به صورت رسمی منتقل گردید.
آیکان مسوول مدیریت واگذاری نام‌های دامنه و آدرس‌های پروتکل اینترنت است. وظایف آیکان عبارت است از ضمانت تخصیص آدرس پروتکل اینترنت برای یک فضا در اینترنت، واگذاری پروتکل شناسه، سیستم مدیریت نام دامنه سطح بالا، و عملگرهای مدیریت ریشه کارگزار (به انگلیسی: root server). تا به امروز، بسیاری از کار معرفی دامنه‌های عمومی سطح بالای جدید نگران بودند. کار فنی آیکان ارجاع به عملگر آیانا است.
از اصول اولیه عملکردی آیکان به عنوان راهنمایی برای حفظ ثبات عملیاتی اینترنت، ترقی رقابت، دست یافتن به نمایندگی گسترده‌ای در جامعه جهانی اینترنت، و توسعه سیاستی مناسب برای مأموریت خود از آغاز تا انتها، و فرایندهایی مبنی بر توافق عام توصیف شده‌است.
در ۲۹ سپتامبر ۲۰۰۶، آیکان موافقت نامه تازه‌ای را با وزارت بازرگانی (به انگلیسی: Department of Commerce) ایالات متحده امضا کرد که به موجب آن تشکیلات خصوصی را در آینده وادار به مدیریت کامل سیستم اینترنت مرکزی از شناسه‌های هماهنگ شده بواسطه مدل چند ذی‌نفع از مشاوره که آیکان نماینده آنهاست می‌کرد.

## تاریخچه
قبل از ثبتIcann وظیفهٔ ثبت‌های پروتکل شناسه‌های اینترنتی راIannبه عهده داشت (شامل پخش قلمرو بالایی‌ها وipآدرس‌ها) که توسطjon postelاجرا می‌شد، دانشمند و محقق علوم کامپیوتر که درگیر خلق Arpanet، ابتدا درUCLAو سپس در دانشگاه جنوب کالیفرنیا و مؤسسهٔ علوم و اطلاعات بود. درسال۱۹۹۷اقای Postelقبل از گردهمایی تصدیق کرد، که این وظایف، کارهای جانبی است و در کنار کارهای تحقیقاتی انجام خواهدشد. مؤسسه علوم و تحقیقات توسط وزارت علوم آمریکا(SRI)-شبکه جهانی مرکزی اطلاعات-حمایت مالی می‌شد، که کار تخصیص دادن نام‌های اصلی را اجرا می‌کرد. همان گونه که اینترنت رشد می‌کرد و در جهان گسترش می‌یافت، وزارت بازرگانی آمریکا تصمیم به ایجاد سازمانی برای به عهده گرفتن وظایف و مسئولیت‌های اصلی IANNکرد. در۳۰ژانویه۱۹۹۸سازمانی به نام ارتباطات ملی مدیریت اطلاعات(NTIA)زیر مجموعه‌ای از وزارت بازرگانی آمریکا، مسئول ثبت «ارتقای پیشنهادihd مدیریت تکنیکی برای نام‌ها و آدرس‌های اینترنتی» شد.
قوانین پیشنهادی یا برگ سبز چاپ شده در ثبت ملی در۲۰فوریه۱۹۹۸تعیین‌کنندهٔ فرصت‌ها، برای توضیحات جمعی ساخته شده.NNTIA بیش از ۶۵۰توضیح از22march98 هنگامی که مدت نظرخواهی‌ها بسته شد دریافت کرد. برگ سبز پیشنهاد طراحیای عملیات خاص برای خصوصی کردن مدیریت نام‌ها و آدرس‌های اینترنتی، در قبال رفتارهای رقابتی گسترش دهندگان قوی اینترنتی و سایر امکانات جهانی مدیریت جهانی را ارائه می‌کند. برگ سبز پیشنهادی است برای اختلافات مختلفی که در ارتباط با مدیریتDNS که شامل بخش‌های خصوصی، مخصوصاً برای سازمان‌های بدون سود جدیداست. (سازمان‌های جدید، به شکل جهانی و مدیران اصلی، ارائه دهندهٔ پهنای باند مدیریتی می‌شوند).ICANNبرای پاسخگویی به این سیاست شکل گرفت.ICANN طبق قرارداری زیر نظر وزارت بازرگانی آمریکا، مدیریت تخصیص دادن و ادارهٔ شماره‌های اینترنتی (IANA)و پیرو توافق نامه‌ای که با IETF))انجام داده بود، شد.ICANNدر ۳۰ دسامبر۱۹۹۸در کالیفرنیا توسط کارآفرین بشردوست به نامESTHER DYSONبه عنوان سرمایه‌گذار رئیس هیئت مدیره ثبت شد؛ که مجاز به تجارت و کار در منطقهٔ کلمبیا بود.ICANNدر کالیفرنیا در حضور Jon Postel، خالق و رشد دهندهٔ آن تا سطح اول CTOتا هنگام مرگ ناگهانی او گسترش یافت. پس از آن توسط همکار اوMarina del Rey باهمان ساختار گسترش یافت، که تبدیل به خانه انستیتو علم و اطلاعات دانشگاه کالیفرنیای جنوبی شد. دفتر مرکزیICANNśهم اکنون در کنارplaya Vistaقسمتی از لس آنجلس واقع شده‌است.
براساس قانون اولیه، وظایف اصلی ICANNدر سه حوزه، واگذار می‌شود. سازماندهی آدرس، قلمرو) دامنه) نام‌ها و پروتکل‌های حفاظتی سازمان‌ها؛ که هر کدام از این بخش‌ها به صورت مجزا سازماندهی، سیاست گذاری، باحفظ کامل، همکاری متقابل مدیریت می‌شد. همچنین نیاز بود هر کدام از این بخش‌ها به صورتی تأمین سرمایه کنند تا مستقل از ICANN باشند. همان‌طور که انتظار می‌رفت ثبت اینترنت منطقه‌ای وIETFتوافق کردند تا در حوزه سازماندهی آدرس‌ها و پروتکل‌های حمایتی به ترتیب خدمت‌رسان باشند.ICANNدرخواستی را به علاقه‌مندان در زمینهٔ سازماندهی و ترکیب بندی قلمرو نام‌ها ارائه کرد. در ۹مارچ1999ICANNپیشنهادی را بر پایهٔ DNSOدریافت کرد و تصمیم گرفت به جای یک راه کار فرعی برای DNSOاقدام به یک تعریف مشخصی در خور ICANNبود بکند، که موجب اضافه شدن مسئولیت‌های در حال حاضرDNSبهICANNشد که به شکل یک ناظر و هماهنگ‌کننده عمل کند. در ژوئیه۲۰۰۶دولت امریکاICANN را برای انجام کارهای اصلی قرارداد وIANNرا به مدت ۵سال تمدید کرد. متن روابط کاری ICANNبا دولت آمریکا پس از آنکه توسط ادارهٔ بازرگانی آمریکا بازنگری شد، سرانجام به شکل کاملاً شفاهی درآمد و این توافق، اختیارات زیادی را برای کنترل یکسری از عملیات‌های ICANNبه وزارت بازرگانی آمریکا داد.
در ژوئیه ۲۰۰۸وزارت بازرگانی آمریکا تصریح کرد توافق اولیه که برنامه‌ای برای انتقال مدیریت و اقتدارICANNدر مورد ریشه فایل‌های منطقه‌ای نداشته باشد. همچنین در این نامه وظایف IANAاز Verisignبه‌طور کامل مجزا گردید.
در اول اکتبر۲۰۰۹وزارت بازرگانی آمریکا به‌طور کامل از کنترل ICANNکنارکشید.

### رخدادهای ماندگار قابل توجه
در۱۸مارچ 2002Karl Auerbachنماینده شمال آمریکا شکایتی را در دادگاه عالی آمریکا ازICANN در مورد دسترسی نامحدود این شرکت به اطلاعات حساب‌ها ارائه کرد که در نتیجه برنده هم شد.
درسپتامبر و اکتبر 2003 ICANN نقش خشنی را علیهverisignś که دربارهٔ خدمات سایت یابی سرویس DNSبود به اجرا گذاشت. بعد از اینکه طی یک نامهٔ سرگشاده ICANNاولتیماتومی را بهVerisignبا همراهی IAB ارائه داد، وبه‌طور خود سرانه اقدام به قطع خدمات در ۴ اکتبر۲۰۰۳کرد. در پی این اقدام شکایتی راVerisignعلیهICANNدر ۲۷ فوریه۲۰۰۴ارائه کرد، برمبنای خروج از حدود اختیارات که خواستار کاهش اختیاراتICANNنیز می‌شد، از ادامهٔ شکایت در آگوست۲۰۰۴صرف نظر کرد؛ ولی هنوز ادعای Verisign دربارهٔ اختیارات نامحدود ICANN پابرجاست. البته پیشنهاد ثبت شده ICANNدربارهٔ افزایش هزینه‌های ICANNها می‌تواند به رفع این مشکل کمک کند. در کنفرانسی که درتاریخ۲تا۶مارچ۲۰۰۴برگذارشدICANNتوافق کرد تابا توافق وزارت بازرگانی آمریکا در لیست انتظار خدمات verisignقرار بگیرد. در17may2004میزان بودجه ۲۰۰۴_۰۵را چاپ کرد، که شامل پیشنهادهایی برای هزینه‌های خدماتی خود بود که هزینه‌های خرج شده را از ۸٬۲۷میلیون دلار به۱۵٬۸۳میلیون دلار افزایش داده بود؛ که این هزینه‌ها ی اضافه شده با معرفی قلمرو (دامنه) سطح بالا و افزایش‌های که در ثبت قلمرو هزینه‌های نام‌گذاری تجدید نام و انتقال بود را شامل می‌شد. (0,20USDبرای تمامی قلمرو که شامل کد کشور و سطح بالا می‌شد و۰،25USDبرای باقی موارد) اداره ثبت قلمرو سطح بالای اروپا که مسئول ثبت اینترنتی برای ۳۹ کشور می‌باشد، این افزایش قیمت‌ها را رد کرد. همچنین ICANN را متهم به داشتن اهدافی غیرواقعی سیاسی و کارکردی بخاطر نقص در انجام ملاحظات مالی و انتقادی کرد. با وجود این تحقیرها، توافق ثبت برای قلمرو سطح بالا شغل‌ها و مسافرت شامل ۲دلار هزینه هر قلمرو برای فروش تمدید می‌گردد. بعد از دور دوم گفتگوها در سال2004TLDsاین ۲دلار اختصاص یافت بهeu,Asia, travel, job, mobile.
کنفرانس ICANN در لس آنجلس آمریکا در سال ۲۰۰۷بین Vint Cerfوهیءت مدیره که امضاء مربوط به شخصی که در کهکشان اینترنت کاری می‌کند بود.
در۲۸فوریه۲۰۰۶، ICANN توافقنامه‌ای را که در نتیجهٔ قانون سیاست یابی بهVerisign اجازه افزایش ۷٪در سال را برای ثبت‌هایش می‌داد تأیید کرد؛ که مورد انتقاد گروهی از مردم در خانه کمیته تجارت‌های کوچک قرار گرفت.
در فوریه ۲۰۰۷ اقدام به برداشتن اعتبار از یکی از ثبت کنندگانش به نامRegister Fly کرد که هدف قوانین، کلاهبرداری بود و با انتقاداتی این مشکل را حل کرد.ICANNدر مورد حل معضل Register Flyبه دلیل صدماتی که به هزاران مشتری وارد شد، مورد انتقاد بود و بهLCANNعدم مداخله در ادعاهای مشتریان در ارتباط با کلاهبرداری را اعلام کرد، که نشان از ناتوانی ICANNدر برابر جرایم سایبری می‌باشد.
در23may2008اطلاعیه را علیه حمایت از۱۰شرکت ثبتی اعلام و در خبرگزاری‌ها نیز بدترین اسپم‌های (spam)متجاوز، سیستم شکایت در اصلاح چه کسی و دیگر مشکلات را اعلام کرد. این یک عکس‌العمل بزرگ در برابر گزارشاتknujonکه ۱۰شرکت متخلف ثبت شده را اعلام کرده بود، که به تبلیغات محصولات بی‌ارزش در سایتها اقدام می‌کرد، بود. در سر فصل توضیح لغات espam,ICANNبه معنی گمراه‌کننده‌ای که از ایمیل‌ها و آدرس‌های سایت سوء استفاده می‌کنند گفته می‌شود. وب سایت‌هایی که تحت حمایت ICANNقرار ندارند. به هرحال knujonگزارش مفصلی دربارهٔ اینکه چگونه ثبت‌کننده‌های مختلف از رعایت تعهدات و قراردادها دربارهٔ توافقات ثبت حمایتی (RAA)خطی می‌کنند داد. هدف اصلی knujonنشان دادن روابط بین، شکست درخواست، تولید غیرمجاز وspamها بود. این گزارش نشان می‌داد که از۹۰۰ شرکت ثبتی کمتراز ۲۰شرکت ثبتی ICANNدارای ۹۰٪ وب سایت‌های اسپم می‌باشند؛ که این شرکت‌ها همچنین اکثراً همان شرکت‌هایی بودند که در حل شکایات مربوط که سیستم گزارش مشکلات اطلاعات چه کسی (WDPRS)اعمال می‌شد، ناموفق عمل می‌کردند. در26june2008هیئت ICANN شروع به ایجاد پروسه جدید سیاست نامگذاری TLDکرد «قدم‌های اعجاب‌آور در معرفی نسل جدید قلمرو سطوح بالا». این برنامه رؤیایی بود دربارهٔ توانایی‌های جدید و قلمرو پیشنهادها در فرم‌ها و نحوه پروسهٔ پیاده‌سازی.
در اول اکتبر2008,ICANNبعداز تحقیقات، گزارش‌ها وشکایاتknujonاطلاعیه به تمام شرکت‌های ثبت‌کننده ارسال شد تا ظرف ۱۵روز خود را معرفی کنند. درسال۲۰۱۰یک بازنگری کلی به کمکBerkman Venterدر دانشگاه هاروارد دربارهٔ سیاست‌هایش راجع به جوابگویی، شفافیت و مداخلات و مشارکت عمومی انجام داد، که در نهایت مورد بازنگری توسط ICANN قرار گرفت. در۳فوریه ۲۰۱۱اعلام کردکه خورده فروشی آخرین پیج باقیماندهٔ آدرس‌های lpv4رادر ۵قسمت ثبت اینترنتی جهان انجام می‌دهد. و این ثبت کنندگان اقدام به فروشIpv4تا پایان آن کردند.
در20june2011ICANNاعلام به برداشتن اکثر محدودیت‌هایی که در مورد نامگذاری‌های نسل بعدی (gtld)قلمرو سطح بالابود، کرد. شرکت‌ها و سازمان‌ها را قادر به انتخاب نام‌های دلخواه می‌کرد، و تمام نام‌های غیر لاتین، شامل:چینی، عربی، و… اجازه انتخاب داشت.ICANNاقدام به دریافت درخواست‌ها از۱۲فوریه۲۰۱۲کرد. قیمت تمام شده برایgTLD185.000می باشد و هزینه تمدید سالیانه نیز۲۵٫۰۰۰هزار دلار است؛ که باعث شد بسیاری از برندها برای دریافت آن اقدام کنند.ICANNانتظار تغییر چهرهٔ اینترنت با اجرایی شدن قانون‌های جدید داشت.Peter Thrushرئیس هیئت مدیره ICANN در رای‌گیری جدید خود اعلام کرد که تصمیمات امروز، راهنمای تغیرات فردا در اینترنت خواهدبود؛ و ما با ایجاد زیر ساخت‌های جدید برای نسل آینده امکان آزادی بیشتر و خلاقیت و الهامات جدید خواهد بود. اما بعضی از این سخنان را به چالش کشیدند، با اعلام اینکه آیا این آزادی برای همه قابل دسترسی است باهزینه‌هایی مثل۱۸۵٫۰۰۰هزار دلار، بنابراین برای همه قابل دسترس نیست.

## ساختار
درزمان حاضر ICANNبه شکل بدون سود برای خیریه و اهداف جمعی که زیر نظر قانون ایالت کالیفرنیا در مورد سازمان‌هایی که به نفع جمعیت کلی قرار دارد، اداره می‌شود. سازمان ICANNبه وسیله یک هیئت ۱۶نفره که ۸نفر آن‌ها به وسیله کمیته‌های منتخب به نمایندگی از مؤسسان ICANNانتخاب می‌شوند، مدیریت می‌شود. ۶نفر به نمایندگی از سازمان‌های حامی زیر نظر مجموعه‌ها در حدود صلاحیت سیاست‌های تحت نظرICANN. و صندلی‌های اصلی توسط سازمان‌های بزرگ و رئیس/CEO توسط هیت ٱمنا انتخاب می‌شوند. در حال حاضر ۳حامی وجود دارد. سازمان حامی، نام‌های نسل بعدی(enso)که در ارتباط با سیاست‌های مربوط به قلمرو (دامنه) بعدی سطح بالا(gTLD)فعال است. سازمان حامی، نام‌های کد کشوری(ccNSO)که در مورد سیاست‌های مربوط به قلمرو نسلی کد کشوری در سطح بالا فعال است. سازمان حامی آدرسها(ASO)که در مورد سیاست‌های IPآدرس‌ها فعالیت می‌کند.ICANNهمچنین به نصیحت‌های کمیته و سایر مکانیزم‌های پند دهنده که در مورد علایق و احتیاجات سهام داران که به صورت مستقیم در سازمان‌ها درگیر نیستند اتکا می‌کند؛ که شامل کمیته سازمان‌های دولتی پند دهنده؛ که از اعضای جهانی سرار جهان شکل گرفته‌اند. سازمان بزرگ پنددهنده(ALAC)که توسط اعضای منفرد استفاده‌کننده از اینترنت درسراسر جهان که در حوزه‌های بزرگ سازماندهی((RALOانتخاب شده‌اند و کمیته‌های منتخب و کمیته پند دهندهٔ سیستم ریشه‌ای سرور، که کد پند دهنده در مورد کار کردن در رابطه با ریشه هایDNSسرور می‌باشد و کمیته پند دهنده در حفاظت و پایداریSSAC، که متشکل از متخصصان دانش‌آموخته امنیت است که تحت مقبولیتICANNمی‌باشند و گروه ارتباطات تکنیکیTLG که شکل گرفته از سایر سازمان‌های تکنیکی جهانی که تمرکز آن‌ها بر روی اینترنت می‌باشد.

### کمیته مشورتی دولتی
کمیته مشورتی دولتی، نمایندگانی از ۱۱۱ کشور دارد (۱۰۸ عضو سازمان ملل متحد، سریر مقدس، جزایر کوک، نیووی و تایوان)، هنگ کنگ، برمودا، مونتسرات، کمیسیون اروپایی و کمیسیون اتحادیه آفریقا.
علاوه بر این، سازمان‌های ذیل ناظران کمیته مشورتی دولتی هستند:
- اتحادیه مخابرات آفریقا
- جامعه مخابرات آسیا-اقیانوسیه
- سازمان مخابرات کشورهای مشترک‌المنافع بریتانیا
- انجمن اروپا
- کمیسیون اقتصادی برای آفریقا
- اتحادیه پخش برنامه‌های اروپا
- سازمان اروپایی تحقیقات هسته‌ای (سرن)
- آژانس فضایی اروپا
- سازمان بین‌المللی کار
- پلیس بین‌الملل
- اتحادیه کشورهای عرب
- سازمان همکاری اقتصادی و توسعه
- سازمان همکاری اسلامی
- سازمان کشورهای آمریکایی
- دبیرخانه جامعه اقیانوسیه
- دیوان بین‌المللی کیفری
- اتحادیه جهانی پست
- بانک جهانی
- سازمان بهداشت جهانی
- سازمان جهانی مالکیت فکری
- سازمان جهانی مالکیت فکری
- سازمان جهانی هواشناسی
- سازمان تجارت جهانی

### ورودی دمکراتیک
در تفاهم نامه‌ای که رابطه بین آیکان و دولت آمریکا را تعیین می‌کند، آیکان ملزم شده‌است که «به شکل پایین به بالا، بر اساس اجماع، و دمکراتیک» فعالیت کند. اما تلاش‌هایی که آیکان برای تعیین ساختار سازمانی ای که اجازه ورودی وسیعی را از جامعه جهانی اینترنت بدهد به نتیجه‌ای نرسید که پاسخگوی هیئت مدیره فعلی باشد. در نتیجه، نماینده کاربران اینترنتی (At-Large) و انتخاب مستقیم اعضای هیئت مدیره از سوی جامعه اینترنتی به زودی به دست فراموشی سپرده شد.
آیکان جلسات دوره‌ای عمومی برگزار می‌کند که بین قاره‌ها در گردش هستند تا مشارکت جهانی را در فرایندهای خودش تشویق کند. مصوبه‌های هیئت مدیره آیکان، گزارش‌های اولیه، و صورت جلسات آن در وبسایت آیکان منتشر می‌شوند که برخی اوقات بلافاصله صورت می‌گیرند. اما انتقادهایی از هیئت موکلان آیکان می‌شود که از جمله آن هیئت موکلان کاربران غیرتجاری (NCUC) و کمیته مشورتی جامعه کاربران اینترنتی (ALAC) است که معتقدند اطلاعات کافی در دسترس عموم قرار نمی‌گیرد و بسیاری از جلسات و تصمیم‌گیری‌هایی وجود دارند که خارج از دید عموم صورت می‌گیرند.
در ابتدای دهه ۲۰۰۰ گمان می‌رفت سازمان ملل ممکن است مدیریت آیکان را به عهده بگیرد که باعث واکنش‌های منفی از سوی دولت آمریکا و نگرانی‌هایی در مورد بخش اینترنت آن شد. نشست جهانی جامعه اطلاعات در تونس در نوامبر ۲۰۰۵ به این نتیجه رسید که نباید در اقدامات روزانه و فنی آیکان وارد شد. اما این نشست تصمیم گرفت که یک انجمن بین‌المللی راهبری اینترنت با نقش مستشاری در روند آینده راهبری اینترنت تشکیل شود. در حال حاضر کمیته مشورتی دولت راه اندازی شده‌است تا در مورد مسائل سیاست‌های عمومی به آیکان مشورت بدهد و همچنین بسیاری از دولت‌های جهان در آن شرکت دارند.
برخی افراد تلاش دارند بگویند که آیکان هیچگاه قدرت این را نداشته‌است که سیاست خود را تعیین کند برای مثال انتخاب دامنه‌های سطح بالای جدید یا قطع سرویس دهی به طرفهایی که هزینه ۱۸۵ هزار دلاری آیکان را پرداخت نمی‌کنند که در این صورت بیشتر نقش سرپرست فنی را بازی می‌کند. منتقدان می‌گویند که نباید به آیکان اجازه داد قوانین کسب و کار را بر فعالان بازار تحمیل کند و این که تمامی دامنه‌های سطح بالا باید بر اساس انتخاب کاربرانی که زودتر از دیگران به آن می‌رسند اضافه شوند. این بدین معنی است که بازار باید حکم کند چه کسی موفق می‌شود و چه کسی نمی‌شود.

## فعالیت‌ها
یکی از وظایفی که از آیکان خواسته شده بود، بررسی مسائل تحلیل مالکیت نام دامنه‌ها برای دامنه‌های سطح بالای عمومی (gTLD) بود. تلاش آیکان برای چنین سیاستی در همکاری نزدیک با سازمان جهانی مالکیت معنوی (WIPO) شکل گرفت و نتیجه آن اکنون به اسم سیاست متحدالشکل حل و فصل اختلاف (UDRP) شناخته می‌شود. این سیاست در اصل تلاش دارد ساز و کاری سریع، ارزان و منطقی برای حل و فصل اختلافات نام دامنه ارائه دهد و از سیستم دادگاهی سنتی فاصله بگیرد و این کار را از طریق بردن پرونده به مجامعی انجام دهد که در مورد اختلافات نام دامنه حکم می‌کنند. بر اساس سیاست آیکان، کسی که دامنه‌ای را ثبت می‌کند، باید بپذیرد که بر اساس UDRP عمل کند و این تا جایی رفته‌است که کسی نمی‌تواند بدون پذیرفتن UDRP دامنه ثبت کند.
یک نگاه اجمالی به الگوهای تصمیم‌گیری UDRP باعث شده‌است که برخی نتیجه بگیرند که حاکمیت اجباری نام دامنه احتمالاً به دارندگان نام دامنه که بر اساس آن اجازه نمی‌دهد که بر اساس متمم اول قانون اساسی آمریکا و دیگر قوانین موجود، در مقابل دادگاهی عادل قرار بگیرند و دفاعیات خود را اعلام کنند، خصوصاً در مقایسه با دادگاه‌های تجدید نظر فدرال.

### پیشنهاد حذف DNS عمومی whois
گزارش اولیه گروه کاری کارشناسان آیکان پیشنهاد می‌کند که شکل کنونی هو ایز که یک ابزار برای فهمیدن این که چه کسی یک نام دامنه را در اینترنت ثبت کرده‌است، کاملاً تغییر کند. پیشنهاد شده‌است که سیستمی جایگزین آن بشود که بسیاری از اطلاعات ثبت را مخفی نگه دارد یا رمزدار کند تا از دسترسی بسیاری از کاربران اینترنت خارج کند و تنها برای مقاصد مجاز آن‌ها را فاش کند. فهرست مقاصد مجاز آیکان شامل این موارد می‌شود: جستجوی نام دامنه، خرید و فروش نام دامنه، اجرای حقوقی، حفاظت از اطلاعات شخصی، اقدامات قانونی، و کاهش تخلف. هو ایز یک ابزار اصلی برای خبرنگارانی است که علاقه‌مند به تحقیق در مورد این که چه کسی اطلاعات را در اینترنت پخش می‌کند هستند. استفاده رسانه‌های آزاد از هو ایز در فهرست مقاصد مجاز که در گزارش اولیه به آن‌ها اشاره شده‌است وجود ندارد.

## انتقاد
آیکان از زمان آغاز کارش تاکنون مورد انتقاد و بحث زیادی قرار گرفته‌است. در سال ۲۰۰۰ پروفسور مایکل فرومکین از دانشگاه حقوق میامی گفت که رابطه آیکان با وزارت بازرگانی آمریکا غیرقانونی و ناقض قانون اساسی یا قوانین فدرال است. در سال ۲۰۰۹ توافق تأکید تعهدات بین آیکان و وزارت بازرگانی ایالات متحده که با هدف ایجاد یک نظارت بین‌المللی صورت گرفت، مورد انتقاد قرار گرفت.
در دسامبر ۲۰۱۱ کمیته تجارت فدرال اعلام کرد که آیکان برای مدت زیادی تدابیر حفاظتی که از مصرف‌کنندگان در برابر کلاه‌برداری اینترنتی حفاظت می‌کند را ارائه نکرده‌است.
همچنین در ۲۰۱۱ تعداد ۷۹ شرکت از جمله کوکا کولا، هیولت پاکارد، سامسونگ، و چند شرکت دیگر یک طومار امضا کردند که برای مخالفت از برنامه جدید TLD آیکان (که برخی از اوقات به آن زمین خواری تجاری گفته می‌شود) بود که این کار از طریق انجمن ملی تبلیغ کنندگان سازماندهی شده بود. از تاریخ سپتامبر ۲۰۱۴ این گروه که به عنوان ائتلاف مسوول نظارت بر دامنه‌های اینترنت شناخته شده بود و مخالف اجرای برنامه گسترش TLD آیکان بود، مورد استقبال ۱۰۲ انجمن و ۷۹ شرکت بزرگ قرار گرفت که به آن پیوستند. تاحدودی به عنوان پاسخ به این انتقاد، آیکان اقدامی را آغاز کرد تا از علامت‌های تجاری برای ثبت نام دامنه حمایت کند که این کار به نوبه خود در نهایت باعث ایجاد پایگاه داده Trademark Clearinghouse شد.

### پیشنهاد IBSA در سال ۲۰۱۱
یکی از پیشنهادهای بحث‌برانگیز که نتیجه نشست سپتامبر ۲۰۱۱ بین هند، برزیل، و آفریقای جنوبی (IBSA) بود، قرار بود اداره اینترنت را به یک کمیته سازمان ملل در امور سیاست گذاری‌های مربوط به اینترنت (UN-CIRP) انتقال دهد. این اقدام یک واکنش به این عقیده بود که اصول دستور جلسه تونس برای جامعه اطلاعات که در سال ۲۰۰۵ تدوین شده بود مورد توجه قرار نگرفته‌است. این بیانیه خواستار ایجاد یک سازمان جدید تحت نظارت سازمان ملل شد تا پیشنهادهای سیاستی برای منظور سازمان‌های فنی مانند آیکان و سازمان‌های بین‌المللی مانند ITU فراهم کند. پس از انتقادهای عمومی، دولت هند از این پیشنهاد کنار کشید.

### بیانیه مونته ویدئو در مورد آینده همکاری اینترنت (۲۰۱۳)
در تاریخ ۷ اکتبر ۲۰۱۳ بیانیه مونته ویدئو در مورد آینده همکاری اینترنت از سوی مدیران تعدادی از سازمان‌هایی که درگیر هماهنگی زیرساخت فنی جهانی که به آن گروه "I*" ("I-star") نیز گفته می‌شود بودند منتشر شد. در این بیانیه "نگرانی شدیدی ابراز شد مبنی بر کاهش اعتماد کاربران اینترنت در سرتاسر جهان به دلیل افشاگری‌های اخیر در مورد نظارت فراگیر"و خواستار شتاب بخشیدن به جهانی‌سازی عملکردهای آیکان و IANA در راستای محیطی که تمامی ذینفعان از جمله دولت در شرایط برابر در آن شرکت کنند". این درخواست برای فاصله گرفتن از رویکرد خودمحورانه ایالات متحده آمریکا را می‌توان در واکنش آن به رسوایی جاسوسی NSA (سازمان امنیتی ملی آمریکا) دید. این بیانیه از سوی آیکان، نیروی عملیاتی مهندسی اینترنت، هیئت مدیره معماری اینترنت، کنسرسیوم شبکه جهانی وب، انجمن اینترنت، و پنج ثبت‌کننده منطقه‌ای آدرس اینترنتی (مرکز اطلاعات شبکه آفریقا، رجیستری آمریکا برای اعداد اینترنت، مرکز اطلاعات شبکه آسیا و اقیانوس آرام، آدرس رجیستری اینترنت آمریکای لاتین و کارائیب، و مرکز شبکه هماهنگی RESEAUX IP Européens) امضا شد.

### نشست جهانی با شرکت چند ذی‌نفع در مورد آینده اداره اینترنت (۲۰۱۳)
در اکتبر ۲۰۱۳ فادی شهاد رئیس و مدیرعامل کنونی آیکان ملاقاتی با رئیس جمهوری برزیل دیلما روسف در برازیلیا داشت. با دعوت شهاد، این دو اعلام کردند که برزیل قرار است یک نشست بین‌المللی در مورد اداره اینترنت را در آوریل ۲۰۱۴ برگزار کند. این اعلان پس از آن صورت گرفت که موضوع جاسوسی انبوه از سوی دولت آمریکا در سال ۲۰۱۳ فاش شد و آقای روسف در جلسه آغازین مجمع عمومی سازمان ملل در سال ۲۰۱۳ سخنرانی کرد و به شدت از برنامه جاسوسی آمریکا انتقاد کرد و آن را "شکستن قانون بین‌المللی" خواند. نشست جهانی با شرکت چند ذی‌نفع در مورد آینده اداره اینترنت (NET mundial) قرار است شامل نمایندگان دولت‌ها، صنایع، جوامع مدنی، و دانشگاهیان باشد. در نشست هشتم آی جی اف در بالی که در اکتبر ۲۰۱۳ انجام شد، شخصی گفت که برزیل قصد دارد این نشست را به نشست سران تبدیل کند که در راستای آن مسوولان رده بالا برای تصمیم‌گیری شرکت کنند. برگزار کنندگان NET mundial تصمیم گرفتند که یک انجمن آنلاین با نام "/1net" که گروه I* آن را تشکیل داده است یک کانال ارتباطی عمده ورودی غیردولتی برای ۳ کمیته که برای نشست آوریل آماده می‌شدند باشد.
دولت اوباما که در سال ۲۰۱۱ به منتقدان آیکان پیوست در ماه مارس ۲۰۱۴ اعلام کرد که قصد دارد از نظارت بر توابع قرارداد IANA دور شود. قراداد کنونی که وزارت بازرگانی آمریکا با آیکان دارد در سال ۲۰۱۵ به اتمام خواهد رسید و به جای آن NTIA انتقال نظارت بر توابع IANA به جامعه جهانی با شرکت چند ذی‌نفع را به عهده خواهد گرفت.

### طرح نت موندیال (۲۰۱۴)
طرح نت موندیال طرحی است برای اداره بین‌المللی اینترنت که ابتدا در نشست جهانی چند ذینفعی در مورد آینده اداره اینترنت در آوریل ۲۰۱۴ پیشنهاد شد و سپس به دست فادی شهاد مدیرعامل آیکان به همراه نمایندگان مجمع جهانی اقتصاد و کمیته برزیلی راهبری اینترنت به طرح نت موندیال تغییر کرد.
نتیجه این نشست یک بیانیه غیر الزام‌آور به نفع تصمیم‌گیری بر اساس اجماع بود. این بیانیه نمایانگر یک مصالحه بود و جاسوسی گسترده را به شدت محکوم نکرد و از کلماتی مانند «بی طرفی اینترنت» استفاده کرد. این امر بر خلاف حمایت اولیه از سوی برزیل بود. قطعنامه نهایی می‌گوید که آیکان باید تا سپتامبر ۲۰۱۵ تحت کنترل بین‌المللی باشد. تعداد کمی از دولت‌ها از جمله روسیه، چین، ایران، و هند از قطعنامه نهایی استقبال نکردند و خواستار مدیریت چندجانبه اینترنت به جای مدیریت وسیع تر یعنی مدیریت چند ذینفعی شدند.
یکماه بعد، هیئت جهانی همکاری اینترنت و ساز و کارهای اداره که آیکان و مجمع جهانی اقتصاد با همکاری بنیاد آنابرگ آن را برگزار کردند از بیانیه نت موندیال حمایت کردند و آن را در گزارش خود گنجاندند.
در ژوئن ۲۰۱۴ فرانسه به شدت به آیکان حمله کرد و اعلام کرد که آیکان محل مناسبی برای اداره اینترنت نیست و باید دنبال دیگر گزینه‌ها بود.

### دامنه .sucks
آیکان از محل مزایده‌های gTLD صاحب درآمدی بیش از ۶۰ میلیون دلار شده و دامنه‌های بحث‌برانگیز مانند .xxx و .sucks را پذیرفته‌است. هنگامی که رجیستری ساکس مدل تعرفه‌های خود را اعلام کرد، بسیاری از صاحبان برندها ناراحت شدند و احساس کردند که پرداخت بهای بیشتر برای محافظت از برند خود یک نوع جریمه است. از آن به بعد، حوزه مالکیت معنوی که به هیئت مدیره آیکان مشاوره می‌دهد، ثبت‌کننده دامنه ساکس را به این شکل توصیف می‌کند: درنده، استثمارگر و اجبارکننده.
به دلیل استفاده‌های پایین دامنه ساکس، انتظار می‌رود که بسیاری از هزینه‌ها از سوی مشتریانی تأمین شود که تحت عنوان «حفاظت از برند»، علامت تجاری خود را ثبت می‌کنند تا از ثبت دامنه‌ها جلوگیری کنند. یکی از اعضای کنگره آمریکا از ایالت ویرجینیا، باب گودلات می‌گوید که هدف، خالی کردن جیب دارندگان علامت تجاری با هزینه‌های ثبت است. جی راکفلر می‌گوید که ساکس یک طرح درنده برای خالی کردن جیب است و تأیید ساکس که یک gTLD با ارزش منافع عمومی پایین و بی‌ارزش است، تأثیر تضعیف‌کننده بر روی اعتبار آیکان دارد؛ اعتباری که آیکان توانسته است با توجه به ذینفعان مردد به سختی به دست بیاورد.
استیو دلبیانکو می‌گوید که کسب و کارها بسیار نگران «اخاذی در قیمت گذاری» هستند. برندهای کانادایی گلایه مند بودند که برای ثبت علامت تجاری خود با عنوان پاداش هزینه‌های «گزاف» از آن‌ها گرفته می‌شود. ادیت رامیرز رئیس اف تی سی نامه‌ای به آیکان نوشته است تا بگوید که این سازمان علیه صاحب ساکس اقدام خواهد کرد اگر «ما دلیلی برای باور این موضوع داشته باشیم که یک نهاد در اقدامات کلاهبرداری یا ناعادلانه و بر خلاف بخش ۵ قانون اف تی سی دست داشته‌است». رجیستر گزارش داد که وکلای مالکیت معنوی از این موضوع عصبانی هستند که رجیستری دامنه‌های ساکس از صاحبان علامت‌های تجاری ۲ هزار و ۵۰۰ دلار برای دامنه‌های ساکس می‌گیرد و از دیگران ۱۰ دلار.